# Districtul Skikda
Skikda este un district din provincia Skikda, Algeria.